# Gregory Porter
Gregory Porter (n. 4 de noviembre de 1971) es un cantante de jazz, compositor y actor estadounidense. Porter ganó en 2014 el Grammy a mejor álbum vocal de jazz por Liquid Spirit.

## Vida y carrera

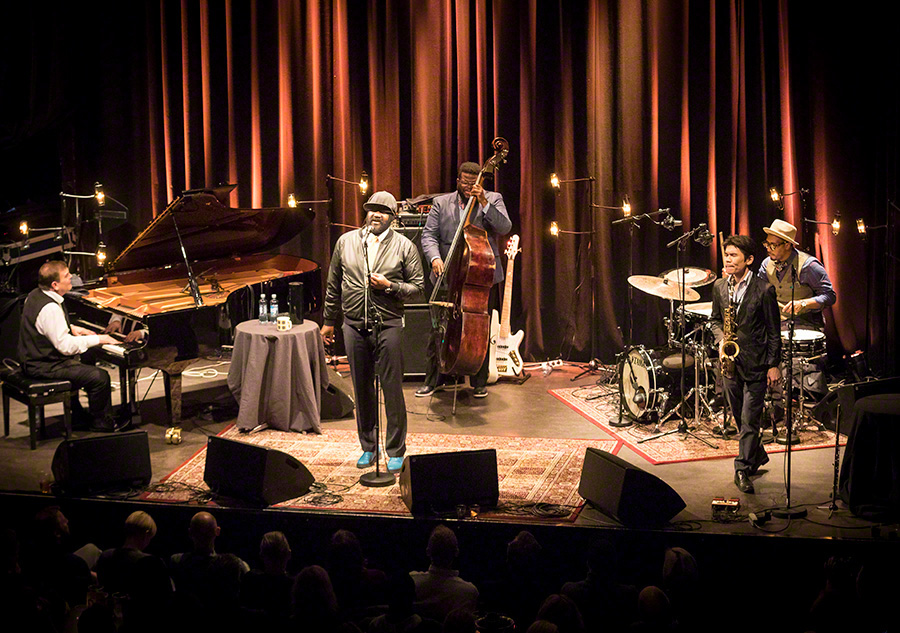
Gregory Porter, Oslo 2016

Gregory Porter nació en Sacramento y creció en Bakersfield, California, donde su madre era clériga. En 1989 se licencia en la Highland High School y recibe una beca atlética para la Universidad Estatal de San Diego (SDSU Aztecas). Pero una lesión de hombro durante su primer año de instituto acabó con su carrera de fútbol americano.
Después Porter se traslada al Bedford-Stuyvesant de Brooklyn en 2004, junto con su hermano Lloyd. Trabajó como chef en el restaurante de Lloyd, Bread-Stuy (actualmente desaparecido), donde comienza a actuar. Aparte, Porter también actúa en otros locales del barrio, incluyendo Sista's Place y Solomon's Place y además del club Harlem, St. Nick's Pub, manteniendo una actuación semanal.
En esa época Porter publicó dos álbumes en el sello Motéma, en 2010, Water y en 2012, Be Good, antes de firmar con Blue Note Records (del Universal Music Group) el 17 de mayo de 2013. Su tercer álbum, Liquid Spirit, fue publicado el 2 de septiembre de 2013, en Europa y el 17 de septiembre de 2013 en los EE. UU. El álbum fue producido por Brian Bacchus. El álbum ganó en 2014 el Grammy a Mejor Álbum Vocal de Jazz.
Su álbum Liquid Spirit disfrutó de un gran éxito comercial que pocas veces se ha conseguido dentro del género de jazz, logrando llegar al Top 10 en las listas de álbumes del Reino Unido. Fue concedido el disco de oro por la BPI al vender más de 100.000 unidades en el Reino Unido.
En agosto de 2014 Porter publicó "The 'In' Crowd" como sencillo. Su cuarto álbum, Take Me to the Alley, fue publicado el 6 de mayo de 2016.

## Recepción crítica
Desde su debut en el sello Motéma, Porter ha sido bien recibido por la prensa musical.
The New York Times describió a Porter como "un cantante de jazz de presencia emocionante, un barítono con un regalo de refinamiento primario" en su revisión de Liquid Spirit.
Michael G. Nastos de Allmusic.com escribió una crítica de Water, declarando "Mientras que Porter canta en cada tema con gran convicción, es más eficaz en las composiciones de medio tono" y "está ahí arriba con José James como la próxima gran estrella de jazz vocal masculino."

## Vida personal
Su madre, Ruth, fue una gran influencia en su vida, habiéndole animado a cantar en la iglesia en una edad temprana.
Porter siempre lleva una gorra plana modificada en sus apariciones públicas. En una entrevista con Jazzweekly.com presentada por George W. Harris el 3 de noviembre de 2012, le preguntaron sobre "el gorro extraño y encantador", a lo que Porter respondió: "he tenido alguna cirugía en mi piel, así que esto fue para buscar un look provisional y ha continuado después. Las personas me reconocen por él ahora. Eso es lo que es".

## Discografía

### Álbumes

#### Álbumes en solitario
| Año  | Título               | Posición en listas | Posición en listas | Posición en listas | Posición en listas | Posición en listas | Posición en listas | Posición en listas | Posición en listas | Posición en listas | Posición en listas |
| Año  | Título               | EE.UU .            | AUT                | BELIO              | DEN                | FR                 | GER                | NED                | NI                 | SUI                | Reino Unido        |
| ---- | -------------------- | ------------------ | ------------------ | ------------------ | ------------------ | ------------------ | ------------------ | ------------------ | ------------------ | ------------------ | ------------------ |
| 2010 | Water                | —                  | —                  | —                  | —                  | —                  | —                  | 40                 | —                  | —                  | —                  |
| 2012 | Be Good              | —                  | —                  | 149                | —                  | 144                | —                  | 10                 | —                  | —                  | —                  |
| 2013 | Liquid Spirit        | 187                | 25                 | 35                 | 7                  | 24                 | 8                  | 6                  | 35                 | 63                 | 9                  |
| 2016 | Take Me to the Alley | —                  | —                  | —                  | —                  | —                  | —                  | —                  | —                  | —                  | —                  |
| 2020 | All rise             | —                  | —                  | —                  | —                  | —                  | —                  | —                  | —                  | —                  | —                  |

#### Colaboraciones
| Año  | Título                                | Posición en listas | Posición en listas | Posición en listas | Posición en listas | Posición en listas | Posición en listas | Posición en listas | Posición en listas | Posición en listas | Posición en listas |
| Año  | Título                                | EE.UU .            | AUT                | BELIO              | DEN                | FR                 | GER                | NED                | NI                 | SUI                | Reino Unido        |
| ---- | ------------------------------------- | ------------------ | ------------------ | ------------------ | ------------------ | ------------------ | ------------------ | ------------------ | ------------------ | ------------------ | ------------------ |
| 2014 | Voces grandes de Harlem               | —                  | —                  | —                  | —                  | —                  | —                  | —                  | —                  | —                  | —                  |
| 2014 | Issues of Life – Features and Remixes | —                  | —                  | 138                | —                  | —                  | 72                 | 49                 | —                  | —                  | —                  |

### Apariciones como invitado
| Título                                                                | Año  | Artista(s)                                         | Álbum                                                         |
| --------------------------------------------------------------------- | ---- | -------------------------------------------------- | ------------------------------------------------------------- |
| "Children, Your Line Is Draggin'"                                     | 1999 |                                                    | It Ain't Nothin' But the Blues                                |
| "Sweet Home Chicago"                                                  | 1999 | C.E. Smith, Buddy Guy                              | It Ain't Nothin' But the Blues                                |
| "Do You Feel Like I Feel"                                             | 2011 | Nicola Conte                                       | Do You Feel Like I Feel                                       |
| "Ghana"                                                               | 2011 | Nicola Conte                                       | Do You Feel Like I Feel                                       |
| "Gogo Soul"                                                           | 2012 | The Rongetz Foundation                             | Brooklyn Butterfly Session                                    |
| "Hard Bop Merry Go Round"                                             | 2012 | The Rongetz Foundation                             | Brooklyn Butterfly Session                                    |
| "Love's Work"                                                         | 2012 | Robin McKelle and The Flytones                     | Soul Flower                                                   |
| "Sweet Country Love Song"                                             | 2012 | Jools Holland and His Rhythm and Blues Orchestra   | The Golden Age of Song                                        |
| "No Fundo do Teu Silêncio"                                            | 2012 | Meeco                                              | Beauty of the Night                                           |
| "Nowhere to Run"                                                      | 2013 | Zbonics                                            | Time to Do Your Thing                                         |
| "She Danced Across the Floor"                                         | 2013 | Zbonics                                            | Time to Do Your Thing                                         |
| "Issues of Life"                                                      | 2013 | Zbonics                                            | Time to Do Your Thing                                         |
| "She's Gone"                                                          | 2013 | Zbonics                                            | Time to Do Your Thing                                         |
| "Just in Time"                                                        | 2013 | Zbonics                                            | Time to Do Your Thing                                         |
| "Satiated (Been Waiting)"                                             | 2013 | Dianne Reeves                                      | Beautiful Life                                                |
| "Losin' Our Minds"                                                    | 2013 | Kentyah, M-1, Brian Jackson, The New Midnight Band | Evolutionary Minded: Furthering the Legacy of Gil Scott-Heron |
| "Occupy Planet Earth"                                                 | 2013 | Kentyah, M-1, Brian Jackson, The New Midnight Band | Evolutionary Minded: Furthering the Legacy of Gil Scott-Heron |
| "Song of the Wind"                                                    | 2013 | Kentyah, M-1, Brian Jackson, The New Midnight Band | Evolutionary Minded: Furthering the Legacy of Gil Scott-Heron |
| "Army of the Faithful (Joyful Noise)"                                 | 2013 | David Murray Infinity Quartet                      | Be My Monster Love                                            |
| "About the Children"                                                  | 2013 | David Murray Infinity Quartet                      | Be My Monster Love                                            |
| "Hope Is a Thing with Feathers"                                       | 2013 | David Murray Infinity Quartet                      | Be My Monster Love                                            |
| "Souls"                                                               | 2013 | Magnus Lindgren                                    | Souls                                                         |
| "Small Stuff"                                                         | 2013 | Magnus Lindgren                                    | Souls                                                         |
| "Broken Heart"                                                        | 2013 | Magnus Lindgren                                    | Souls                                                         |
| "Vida"                                                                | 2013 | Max Herre                                          | MTV Unplugged Kahedi Radio Show                               |
| "So wundervoll"                                                       | 2013 | Max Herre                                          | MTV Unplugged Kahedi Radio Show                               |
| "Stand by Me"                                                         | 2014 | Till Brönner                                       | The Movie Album                                               |
| "Let the Good Times Roll"                                             | 2014 | Andreas Varady                                     | Come Together EP                                              |
| "Don't Let Me Be Misunderstood"                                       | 2014 | Jamie Cullum                                       | Interlude                                                     |
| "Go Tell It on the Mountain / Ain't No Mountain High Enough" (Medley) | 2014 | Anita Wilson                                       | Motown Christmas                                              |
| "Have Yourself a Merry Little Christmas"                              | 2014 | Renée Fleming                                      | Winter in New York                                            |
| "Central Park Serenade"                                               | 2014 | Renée Fleming                                      | Winter in New York                                            |
| "Black Is the Colour (Of My True Love's Hair)"                        | 2014 | Autour de Nina                                     |                                                               |
| "Holding On"                                                          | 2015 | Disclosure                                         | Caracal                                                       |
| "Right Where You Are"                                                 | 2015 | Lizz Wright                                        | Freedom and Surrender                                         |